# Conducteurs haute tension

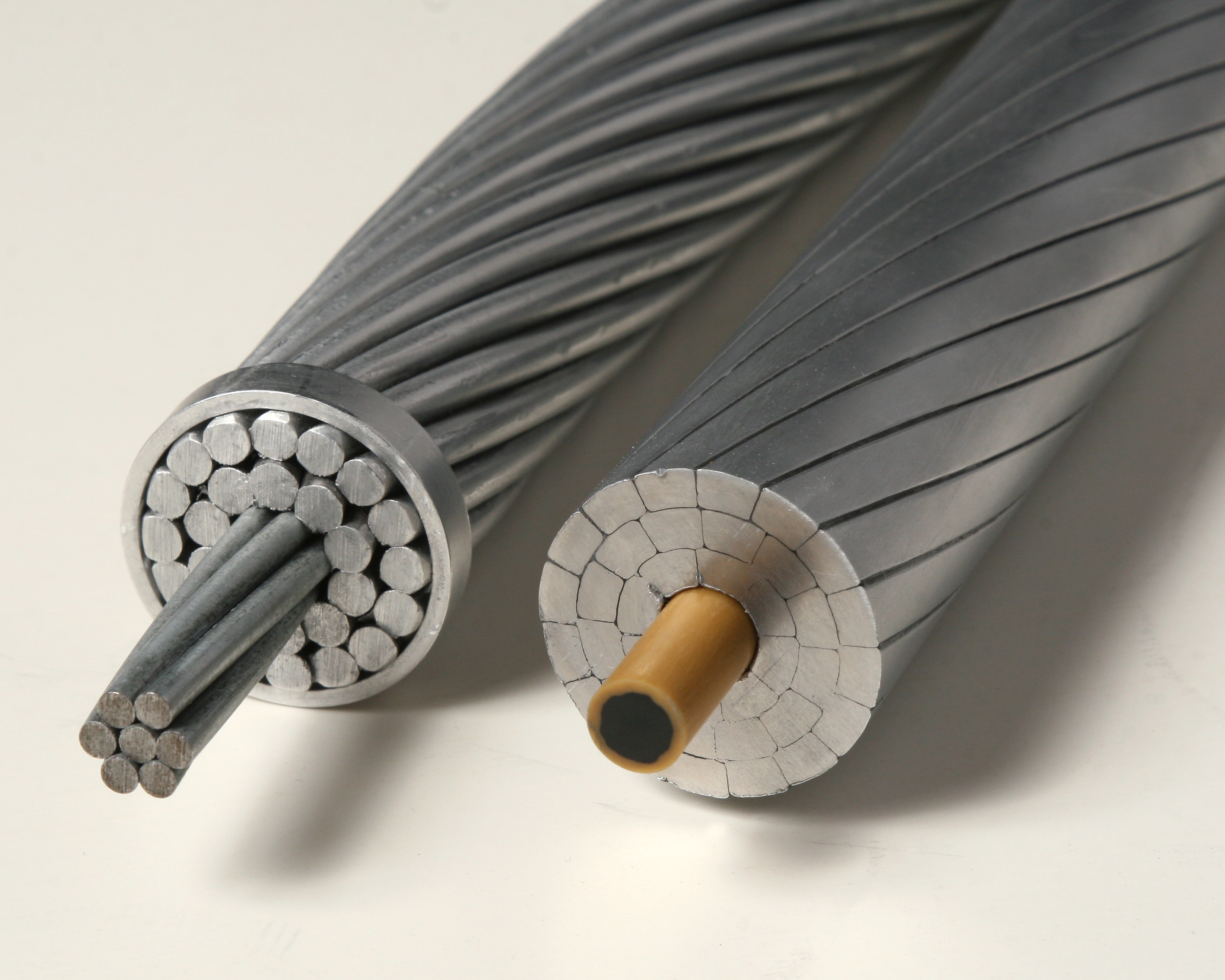
Conducteur conventionnel sur la gauche et à âme en fibre composite à droite. L'âme au centre assure les propriétés mécaniques, l'aluminium à l'extérieur les propriétés électriques du conducteur.

Un conducteur à haute tension  est un composant des Lignes à haute tension aériennes dans lequel circule le courant électrique. À la différence d'un cable electrique a haute tension, un conducteur électrique à haute tension ne comporte pas d'isolation : c'est l'air entourant  conducteur qui assure son isolation.